# Malta Football Association
Malta Football Association (malt.: Federazzjoni tal-futbol ta’ Malta) – ogólnokrajowy związek sportowy działający na terenie Malty, będący jedynym prawnym reprezentantem maltańskiej piłki nożnej, zarówno mężczyzn, jak i kobiet, we wszystkich kategoriach wiekowych w kraju i za granicą. Został założony w 1900 roku; w 1959 roku przystąpił do FIFA i w 1960 roku do UEFA. W jego skład wchodzą 53 kluby i 10 członków stowarzyszenia:
- Gozo Football Association – organizuje Gozo Football League na wyspie Gozo
- Inter Amateur Soccer Competition
- Employees Sports Association
- Malta Hotels and Restaurants Sports Association
- Industries Soccer Association
- District Football Association
- Malta Youth Football Association – for players under 16
- Malta Amateur Football Association
- Malta Football Coaches Association
- Malta Football Referees Association